# Kamakshyanagar
Kamakshyanagar es una ciudad y  comité de área notificada situada en el distrito de Dhenkanal en el estado de Odisha (India). Su población es de 16810 habitantes (2011). Se encuentra a 67 km de Cuttack, y a  83 km de Bhubaneswar.

## Demografía
Según el censo de 2011 la población de Kamakshyanagar era de 16810 habitantes, de los cuales 8833 eran hombres y 7977 eran mujeres. Kamakshyanagar tiene una tasa media de alfabetización del 89,63%, superior a la media estatal del 72,87%: la alfabetización masculina es del 93,76%, y la alfabetización femenina del 85,11%.